# Douglas M. Kelley
Douglas McGlashan Kelley (geboren 11. August 1912 in Truckee, Kalifornien; gestorben 1. Januar 1958 in Berkeley) war ein US-amerikanischer Psychiater beim Nürnberger Prozess gegen die NS-Hauptkriegsverbrecher.

## Leben
Kelley war ein Nachkomme des Schriftstellers C. F. McGlashan. Er studierte Medizin an der University of California, Berkeley, der University of California, San Francisco und wurde 1940 am Columbia University College of Physicians and Surgeons der Columbia University promoviert.
Kelley arbeitete als Dozent an der University of California, San Francisco, und veröffentlichte 1942 eigene Untersuchungen zum Rorschachtest. Er wurde 1942 als Armeepsychiater eingezogen. Bei Kriegsende 1945 wurden die gefangengenommenen NS-Größen zunächst im Camp Ashcan im luxemburgischen Mondorf-les-Bains inhaftiert. Als Psychiater war Kelley dort Mitglied einer Gruppe von sechs oder sieben Psychologen und Psychiatern, die die 52 Inhaftierten psychologisch untersuchen sollten. Dabei wurde auch der Rorschach-Test eingesetzt. Als die Gefangenen in das Nürnberger Gefängnis verlegt wurden, erhielt Kelley seinen Marschbefehl nach Nürnberg. In den Verhandlungen des Nürnberger Prozesses gegen die Hauptkriegsverbrecher ab November 1945 wurde er als Gerichtspsychiater eingesetzt. Es war seine Aufgabe, vor Gericht die Zurechnungsfähigkeit der 22 Angeklagten zu begutachten, dies stand insbesondere bei Rudolf Heß in Frage. Kelley kam bei den Gesprächen mit den Gefangenen in engen Kontakt unter anderem mit Hermann Göring, der ihm auch einen persönlichen Brief schrieb. Kelley wurde nach einem Monat als Gerichtspsychiater von Leon Goldensohn abgelöst, während sein Mitarbeiter, der Deutsch sprechende Gustave M. Gilbert, weiterhin als Gefängnispsychologe fungierte.
Nach seiner Demobilisierung 1946 im Range eines Lieutenant Colonel war er an der Bowman Gray School of Medicine in Winston-Salem, North Carolina beschäftigt. 1947 veröffentlichte er sein Buch 22 Cells in Nuremberg über die Angeklagten im Nürnberger Gefängnis. Seit 1949 war Kelley Professor für Psychiatrie und Kriminologie an der University of California in Berkeley. Neben seiner Unterrichts- und Forschungstätigkeit arbeitete er für die Polizei in Berkeley und fungierte als psychiatrischer Gerichtsgutachter in Mordprozessen. Kelley produzierte kriminologische Unterrichtsmaterialien für das KQED-Bildungsfernsehen.
Kelley beging am Neujahrstag 1958 im Kreis seiner Familie mit Zyankali Suizid.
Der beim Tod seines Vaters zehnjährige Sohn Kelleys gab dem amerikanischen Journalisten Jack El-Hai 50 Jahre später Auskunft über seinen Vater und überließ ihm unveröffentlichtes Material zur Einsicht. El-Hai schrieb daraufhin ein spekulatives Buch über mögliche psychische Verwicklungen zwischen dem Psychiater und seinen Klienten. Im 2006 von der BBC gesendeten Dokudrama Nuremberg: Nazis on Trial wurde Kelley von Stuart Bunce dargestellt.

## Schriften (Auswahl)
- 22 Cells in Nuremberg. A Psychiatrist Examines the Nazi Criminals. London: W. H. Allen, 1947.
  - 22 Männer um Hitler. Erinnerungen des amerikanischen Armeearztes und Psychiaters am Nürnberger Gefängnis. Olten/Bern: Delphi, 1947.
- Bruno Klopfer: The Rorschach Technique. A Manual for a Projective Method of Personality Diagnosis. With Clinical Contributions by Douglas McGlashan Kelley; introduction by Nolan D. C. Lewis. Yonkers-on-Hudson: World Book Comp. 1942.